# Diphyus interstinctus
Diphyus interstinctus är en stekelart som först beskrevs av Heinrich 1961.  Diphyus interstinctus ingår i släktet Diphyus och familjen brokparasitsteklar. Inga underarter finns listade i Catalogue of Life.